# Midnight Marauders
Midnight Marauders is het derde album van de hiphopgroep A Tribe Called Quest, uitgebracht op 9 november 1993.
Dit album wordt samen met The Low End Theory gezien als een klassiek jazzrapalbum.

## Tracklist
1. "Midnight Marauders Tour Guide" — 0:45
2. "Steve Biko (Stir It Up)" — 3:11
3. "Award Tour" (feat. Trugoy) — 3:46
4. "8 Million Stories" — 4:22
5. "Sucka Nigga" — 4:04
6. "Midnight" (feat. Raphael Saadiq) — 4:25
7. "We Can Get Down" — 4:19
8. "Electric Relaxation" — 4:03
9. "Clap Your Hands" — 3:16
10. "Oh My God" (feat. Busta Rhymes) — 3:30
11. "Keep It Rollin'" (feat. Large Professor) — 3:06
12. "The Chase, Part II" (feat. Consequence) — 4:02
13. "Lyrics to Go" — 4:09
14. "God Lives Through" — 4:15